# Hermann Königsdörffer
Anton Hermann Königsdörffer (* 12. Oktober 1812 in Eilenburg, Königreich Sachsen; † 20. November 1889 in Niederfähre-Vorbrücke) war ein deutscher evangelisch-lutherischer Pfarrer, Lehrer und Autor.

## Leben und Wirken
Er war der Sohn eines königlich-sächsischen Baumeisters. Königsdörffer besuchte von 1826 bis 1832 das Gymnasium zu St. Nicolai in der Messestadt Leipzig. Im Anschluss studierte er an der Universität Leipzig 1835 Theologie. Danach war er als Hauslehrer im Königreich Preußen  und in Ungarn tätig. Er war zeitweilig Instruktor der Prinzen Ernst und Moritz von Sachsen-Altenburg, zuletzt Instituts- und Privatlehrer in Dresden. 1851 wechselte er in den Dienst der evangelisch-lutherischen Kirche und wurde Diakonus in der Stadt Stolpen. 1859 erhielt Königsdörffer die Stelle des lutherischen Pfarrers in  Langhennersdorf bei Freiberg. 1883 wurde Königsdörffer emeritiert. Er starb 1889 in Vorbrücke, einem Ortsteil von Niederfähre-Vorbrücke, heute Meißen.

## Familie
Hermann Königsdörffer heiratete am 3. August 1851 in der Stadtkirche zu Torgau Ida geborene Schmarl.

## Publikationen (Auswahl)
- Geschichtliches Lottospiel zum Nutzen und Vergnügen der lernbegierigen Jugend. Buchner’sche Buchhandlung, Bayreuth, 1837.
- Weltgeschichtliches Lottospiel, zum Nutzen und Vergnügen der lernbegierigen Jugend. 2. Aufl., Funcke, Crefeld, 1839.
- Naturgeschichtliches Lottospiel in 300 Abbildungen mit erläuterndem Texte, zum Nutzen und Vergnügen der Jugend. Funcke, Crefeld, 1839.
- Evangelische Herzstärkung im Gebet und Lied, dem kirchlichen Gebet- und Liederschätze entnommen. 2. Aufl. Naumann, Dresden, 1870.
- Verwüstung der Kirchfahrt Langhennerdorf bei Freiberg im dreißigjährigen Kriege und ihre Wiederherstellung, Freiberg, 1879.
- Memorabilia der Kirchfahrt Langhennersdorf b. Freiberg aus dem 16. und 17. Jahrhundert. In: Franz Dibelius und Gotthard Lechler (Hrsg.): Beiträge zur Sächsischen Kirchengeschichte, Zweites Heft, Leipzig, 1883, S. 54–85.